# 俄羅斯戰略火箭軍
俄罗斯战略火箭军，又称战略导弹部队（俄语：Ракетные войска стратегического назначения），是俄罗斯联邦以及前苏联的战略打击部隊，其地位同海陆空三军平等，受最高统帅部直接指挥。1959年12月17日，苏共中央决定成立战略火箭部队，1960年1月14日正式成立。战略火箭军的主要装备为装载有各式核弹头的洲际导弹、中程导弹，冷战期间是苏联同美国对抗的重要力量。苏联解体后由俄罗斯继承这支部队，但由于军费紧张，战略火箭军失去了苏联时代的风光，如今的俄罗斯战略火箭军大约配备有800枚各式导弹和3000多枚核弹头，拥有苏联60%以上的核武器。

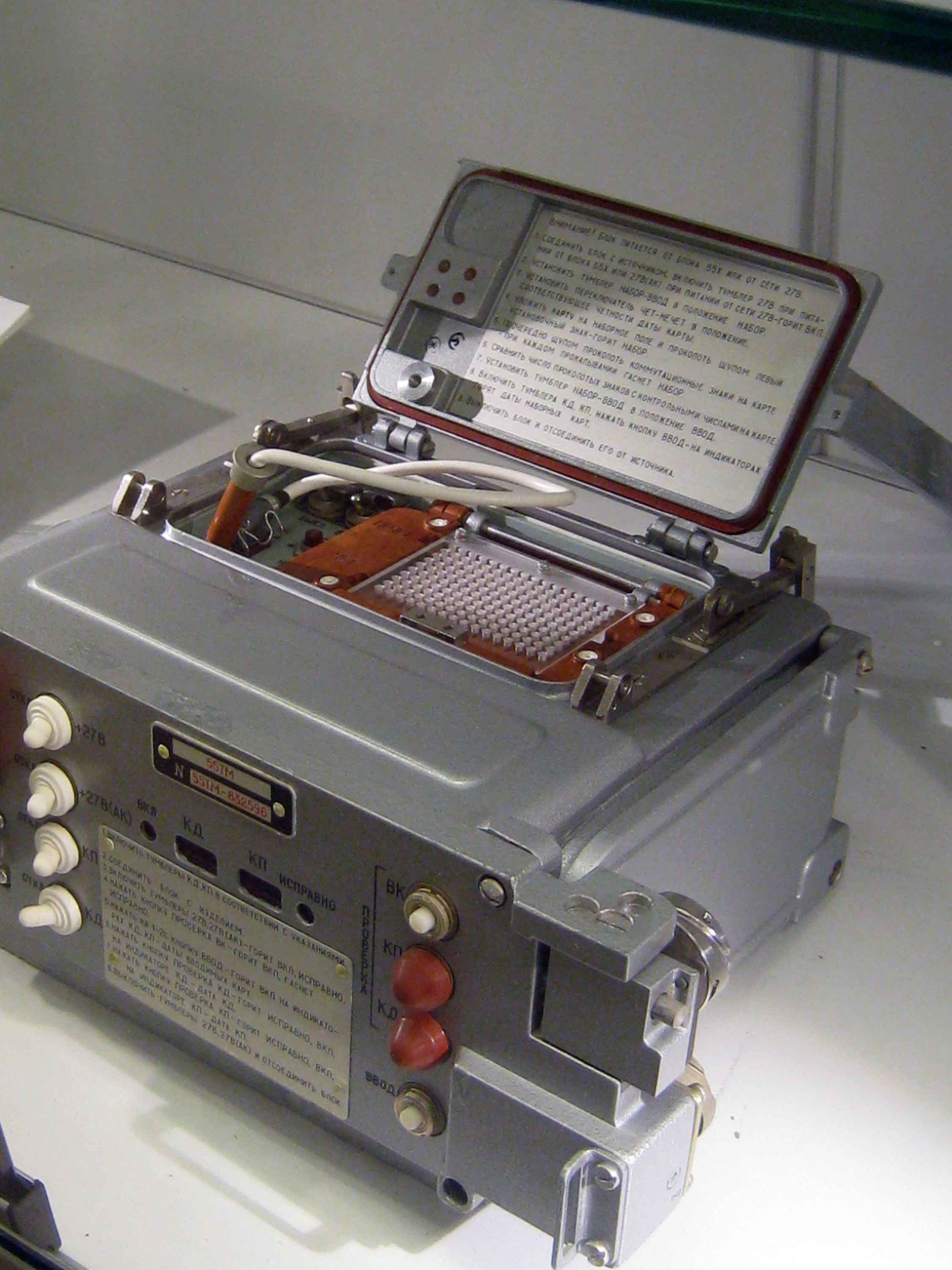
發射密碼確認裝置

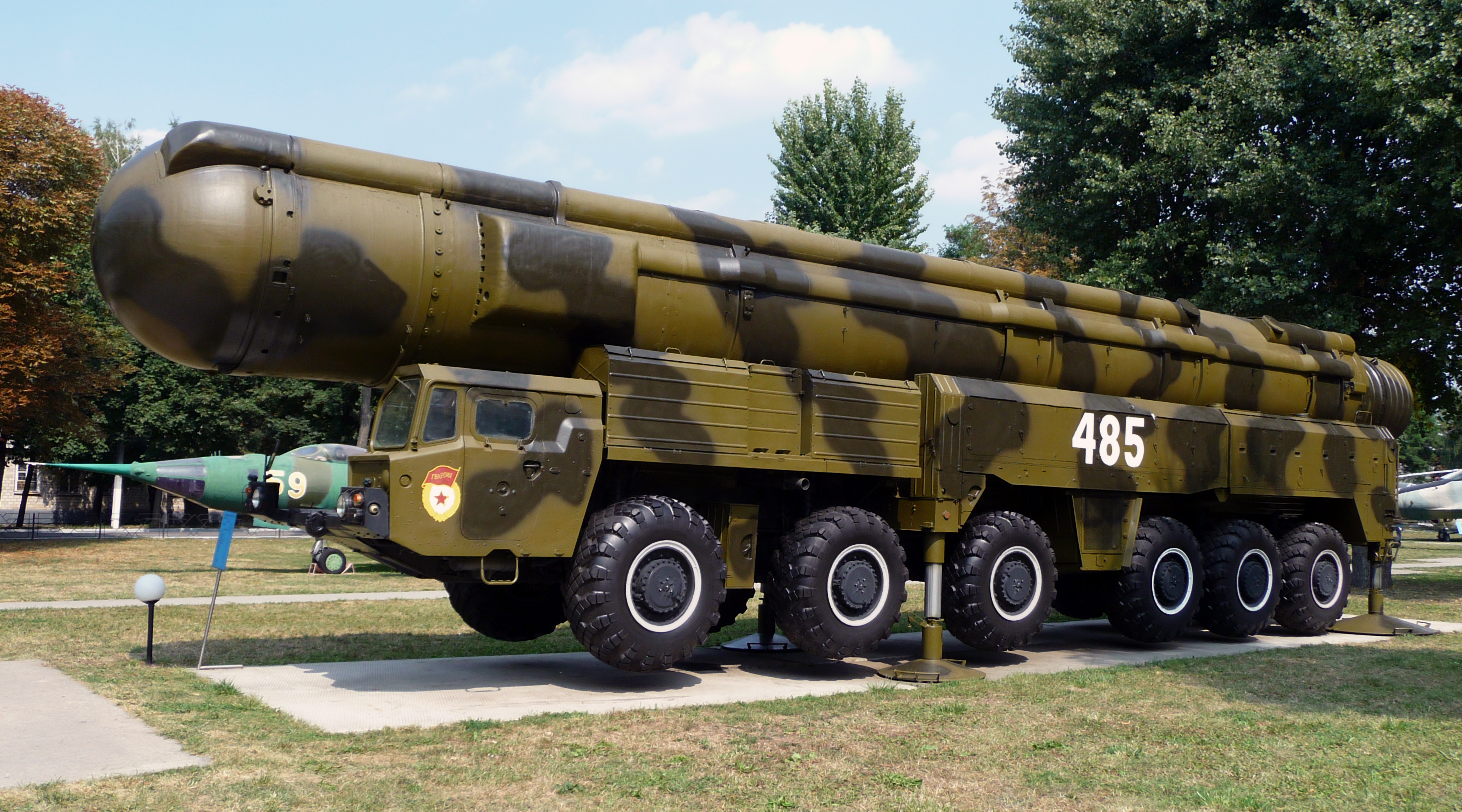
RSD-10远程弹道导弹

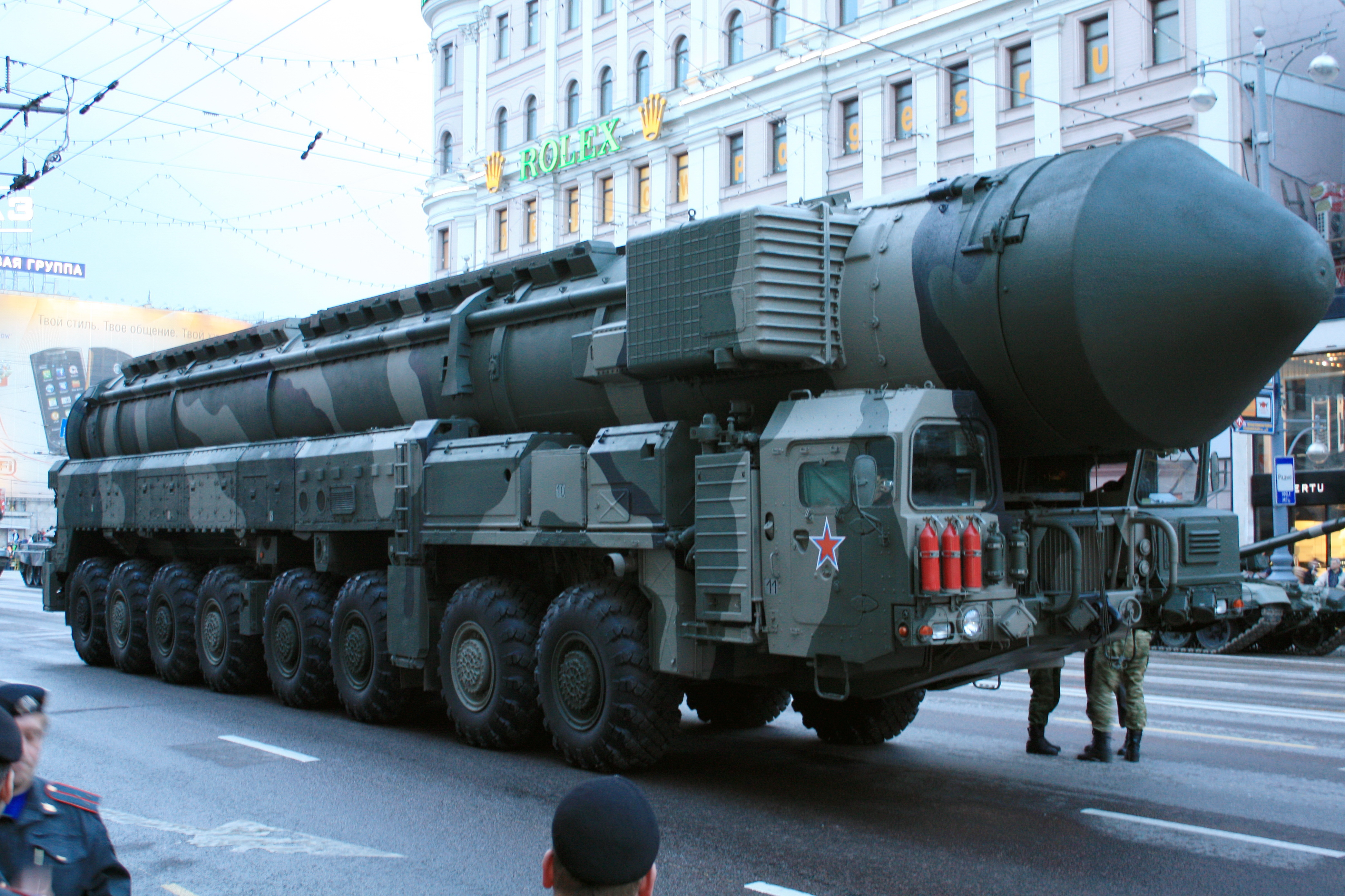
白杨-M洲际弹道导弹

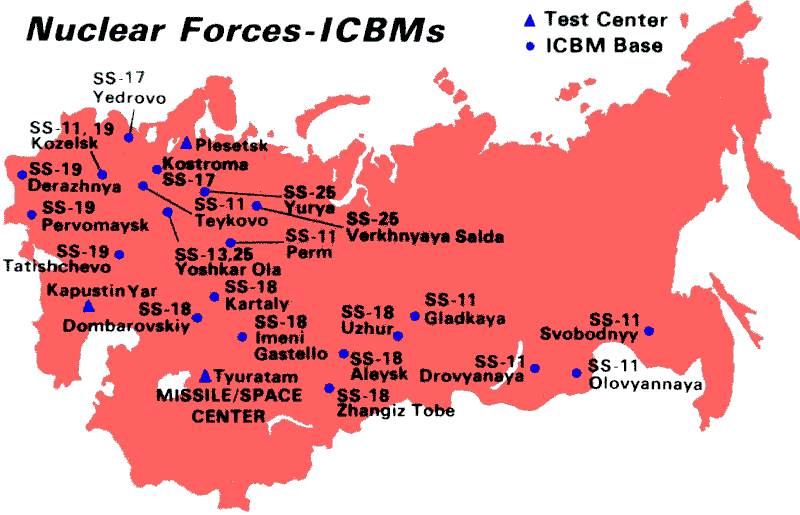
苏联时期已知飛彈基地

## 组织结构
- 战略火箭军总司令
  - 战略火箭军军事委员会
  - 司令部
  - 政治部
  - 后勤部
  - 无线电技术兵部队
  - 工程兵部队
  - 测地部队
  - 发射诸元准备部队
  - 气象部队
  - 化学兵部队
  - 通信兵部队
  - 修理技术部队
  - 战略火箭部队
    - 火箭军
      - 火箭师
        - 火箭团
          - 火箭营
          - 指挥分队
          - 发射诸元准备分队
          - 无线电技术分队
          - 气象保障分队
          - 工兵分队
          - 通信分队
          - 测地分队
          - 修理技术分队
          - 后勤分队

## 現役飛彈
- 9K720伊斯坎德爾飛彈
- 信使飛彈
- RT-2PM白楊飛彈
- 白楊-M洲際彈道飛彈
- RS-24洲際彈道飛彈
- RS-26邊界洲際彈道飛彈
- RS-28洲際彈道飛彈
- R-29RM潛射彈道飛彈
- R-29RMU潛射彈道飛彈
- R-29RMU2潛射彈道飛彈
- R-30潛射彈道飛彈

## 历任总司令
- 1959年-1960年 米特罗凡·伊万诺维奇·涅杰林炮兵主帅
- 1960年-1962年 基里尔·谢苗诺维奇·莫斯卡连科苏联元帅
- 1962年-1963年 谢尔盖·谢苗诺维奇·比留佐夫苏联元帅
- 1963年-1972年 尼古拉·伊万诺维奇·克雷洛夫·苏联元帅
- 1972年-1985年 弗拉基米尔·费奥多罗维奇·托卢布科炮兵主帅
- 1985年-1992年3月 尤里·巴甫洛维奇·马克西莫夫大将